# Liste des sénateurs du Nord
Cet article dresse la liste des sénateurs du département français du Nord.

## IIIeRépublique
- Jules Maurice en 1876
- Louis de Hau de Staplande de 1876 à 1877
- Jules Brame de 1876 à 1878
- Octave-Joseph d'Hespel de 1876 à 1879
- Maximilien Mailliet de 1876 à 1879
- Jules Dutilleul de 1879 à 1883
- Casimir Fournier de 1879 à 1887
- Émile Massiet du Biest de 1879 à 1888
- Louis Faidherbe de 1879 à 1888
- Charles Merlin de 1879 à 1895
- Édouard Fiévet de 1885 à 1888
- Alfred Girard de 1887 à 1910
- Victor Cirier de 1888 à 1890
- Achille Scrépel de 1888 à 1897
- Géry Legrand de 1888 à 1902
- Léon Claeys de 1888 à 1906
- Maxime Lecomte de 1891 à 1914
- Jean-Baptiste Trystram de 1892 à 1905
- Théophile Depreux de 1895 à 1906
- Émile Dubois de 1897 à 1905
- Auguste Potié de 1903 à 1939
- Félix Chatteleyn de 1904 à 1906
- Jean-Baptiste Trystram de 1905 à 1924
- Paul Hayez de 1905 à 1935
- Évrard Éliez-Évrard de 1906 à 1908
- Henri Lozé de 1906 à 1915
- Paul Bersez de 1906 à 1940
- Henri Sculfort de 1908 à 1914
- Charles Debierre de 1911 à 1932
- Joseph Dehove de 1914 à 1924
- Gustave Dron de 1914 à 1930
- Jean Plichon de 1920 à 1924
- Léon Pasqual de 1924 à 1927
- Émile Davaine de 1924 à 1933
- Albert Mahieu de 1924 à 1940
- Daniel Vincent de 1927 à 1940
- Amaury de La Grange de 1930 à 1940
- Édouard Roussel de 1932 à 1940
- Louis Demesmay de 1933 à 1940
- Guillaume des Rotours de 1935 à 1940

## IVeRépublique
- Ernest Couteaux de 1946 à 1947
- Henri Liénard de 1946 à 1948
- Isabelle Claeys de 1946 à 1949
- Henri Martel de 1946 à 1951
- Pierre Delfortrie de 1946 à 1952
- Albert Denvers de 1946 à 1956
- Maurice Walker de 1946 à 1959
- Armand Coquart en 1948
- Pierre Delcourt en 1948
- Arthur Marchant de 1948 à 1951
- André Canivez de 1948 à 1958
- Jules Houcke de 1948 à 1958
- Charles Naveau de 1948 à 1959
- Adolphe Dutoit de 1949 à 1959
- Marcel Ulrici de 1951 à 1952 et de 1956 à 1959
- Jean Vandaele de 1951 à 1958
- Arthur Ramette de 1952 à 1956
- Robert Liot de 1952 à 1959
- Marcel Bertrand de 1956 à 1959
- Octave Bajeux de 1958 à 1959
- Alfred Dehé de 1958 à 1959
- Émile Dubois de 1958 à 1959

## VeRépublique
- Maurice Walker en 1959
- Marcel Bertrand de 1959 à 1961
- Eugène Motte de 1959 à 1965
- Jules Emaillé de 1959 à 1965
- Charles Naveau de 1959 à 1967
- Adolphe Dutoit de 1959 à 1967
- Alfred Dehé de 1959 à 1969
- Émile Dubois de 1959 à 1973
- Robert Liot de 1959 à 1974
- Octave Bajeux de 1959 à 1983
- Marcel Darou de 1961 à 1974
- Pierre Carous de 1965 à 1990
- André Diligent de 1965 à 1974 et de 1983 à 2001
- Marcel Guislain de 1967 à 1974
- Hector Viron de 1967 à 1992
- Roger Deblock de 1969 à 1974
- René Debesson de 1973 à 1979
- Victor Provo de 1974 à 1977
- Jean Desmarets de 1974 à 1983
- Jean Varlet de 1974 à 1983
- Claude Prouvoyeur de 1983 à 1992
- Gérard Ehlers de 1974 à 1985
- Maurice Schumann de 1974 à 1998
- Roland Grimaldi de 1977 à 1992
- Jacques Bialski de 1979 à 1997
- Jean-Paul Bataille de 1983 à 1992 et de 1998 à 1999
- Arthur Moulin de 1983 à 1992
- Guy Allouche de 1983 à 2001
- Ivan Renar de 1985 à 2011
- Marie-Fanny Gournay de 1990 à 1992
- Alfred Foy de 1992 à 2001
- Pierre Mauroy de 1992 à 2011
- Paul Raoult de 1992 à 2011
- Pierre Lefebvre de 1997 à 2001
- Dinah Derycke de 1997 à 2002
- Jacques Donnay de 1999 à 2001
- Sylvie Desmarescaux de 2001 à 2011
- Jean-René Lecerf de 2001 à 2015
- Valérie Létard de 2001 à 2007 (entrée au Gouvernement) puis de 2010 à 2023
- Bernard Frimat de 2002 à 2011
- Michel Delebarre de 2011 à 2017
- Marie-Christine Blandin de 2001 à 2017
- Anne-Lise Dufour-Tonini du 4 juillet au 1er octobre 2017
- Dominique Bailly de 2011 à 2017
- Michelle Demessine de 1992 à 1997 et 2001 à 2017
- Delphine Bataille de 2011 à 2017
- Jacques Legendre de 1992 à 2017
- Patrick Masclet de 2015 à 2017
- Béatrice Descamps de 2007 à 2010 et du 4 au 15 juin 2017
- Alain Poyart du 15 juin au 1er octobre 2017
- Alex Türk de 1992 à 2017
- René Vandierendonck de 2011 à 2017
- Frédéric Marchand de 2017 à 2023
- Jean-Pierre Decool de 2017 à 2023
- Brigitte Lherbier de 2017 à 2023
- Éric Bocquet de 2011 à 2024

## Actuels sénateurs du Nord (2023-2029)
Depuis le 2 octobre 2023
- Alexandre Basquin (PCF) depuis le 2 novembre 2024
- Guislain Cambier (DVD)
- Marc-Philippe Daubresse (LR)
- Franck Dhersin (HOR)
- Michelle Gréaume (PCF)
- Olivier Henno (UDI)
- Joshua Hochart (RN)
- Patrick Kanner (PS)
- Marie-Claude Lermytte (DVD)
- Audrey Linkenheld (PS)
- Dany Wattebled (DVD)

### Résultats desélections sénatoriales de 2001
Inscrits : 5684   Votants : 5611  Exprimés : 5545
| Liste          | Chef de file     | %       | Voix |
| -------------- | ---------------- | ------- | ---- |
| Liste PS-Verts | Pierre Mauroy    | 29,99 % | 1663 |
| Liste RPR-UDF  | Jean-René Lecerf | 16,27 % | 902  |
| Liste PC       | Ivan Renar       | 14,37 % | 797  |
| Liste DVD-NI   | Alex Türk        | 12,70 % | 704  |
| Liste RPR Diss | Jacques Legendre | 12,30 % | 682  |
| Liste DVD      | Jacques Donnay   | 3,57 %  | 198  |
| Liste MDC      | Christian Hutin  | 3,50 %  | 194  |
| Liste RPF      | Joël Wilmotte    | 1,84 %  | 102  |
| Liste FN       | Éliane Coolzaet  | 1,42 %  | 79   |
| Liste PRG      | Jacques Mutez    | 1,39 %  | 77   |
| Liste LO       | Nicole Baudrin   | 1,14 %  | 63   |
| Autres listes  | Divers           | 1,50 %  | 84   |